# Попов, Андрей Александрович (адмирал)
Андре́й Алекса́ндрович Попо́в (1821, Санкт-Петербург — 1898, Санкт-Петербург) — русский флотоводец, кораблестроитель, адмирал (1891 год). Его имя носит остров Попова рядом с Владивостоком.

## Биография
Родился 22 сентября (4 октября) 1821 года в Санкт-Петербурге в семье известного кораблестроителя, управляющего Охтинской верфью Александра Андреевича Попова.
С 1830 года учился на морском отделение Александровского корпуса; в 1838 году окончил Морской кадетский корпус с присвоением чина мичмана и зачислением в 32-й флотский экипаж (Черноморский флот).
был командиром парохода «Метеор» (вспомогательного крейсера Черноморского флота). В 1853 году был командирован в Константинополь для сбора сведений о вооружении Босфора и близлежащих к нему укрепленных мест по Чёрному морю и Дунаю до Рущука.

### Крымская война
Участвовал в Крымской кампании. В 1853—1854 годах командовал пароходами «Эльборус», «Андия», «Турок», потопил шесть турецких транспортов; в сентябре 1854 года командовал в чине капитан-лейтенанта пароходом «Тамань», прорвался из блокированного Севастополя в Одессу и вернулся обратно с грузом для оборонявшихся.
Руководил установкой морских орудий на укреплениях Севастополя и артиллерийским снабжением. Руководил снаряжением двух брандеров. Руководил созданием бона для преграждения севастопольского рейда. За боевые заслуги в этот период — награждён двумя орденами.
Произведен в капитаны 1-го ранга; с 1855 — флигель-адъютант. В 1855 году был командирован с театра военных действий в Кронштадт, Выборг, Свеаборг и другие укрепленные порты побережья Балтийского моря. В период 1856—1858 годов был начальником штаба Кронштадтского порта.
В 1858—1861 гг. — командующий отрядом из двух корветов («Рында» и «Гридень») и клипера «Опричник» (2-й Амурский отряд), приведя его из Кронштадта в Японское море, затем ходил у берегов Японии, исследовал побережья русского Приморья (один из заливов — у 45-й параллели — был назван в честь корвета Попова «Рында»). В 1859 году корабли под его командованием нанесли визит в порт Сан-Франциско.
В 1861 году был произведён в контр-адмиралы с назначением в Свиту. Избран действительным членом Кораблестроительного и Морского учёного комитетов, ведал переделкой парусных судов в винтовые. Совершил плавание к берегам Англии. С 4 сентября 1861,года был назначен (приказ № 50) командующим Отрядом судов Балтийского флота в Китайском море (Первая независимая эскадра Тихого океана) вместо капитана 1-го ранга И. Ф. Лихачёва. На эскадру прибыл в январе 1862 года. Назначение произошло после Цусимского инцидента
В 1862—1864 годах находился во главе эскадры находился у берегов Северной Америки (Сан-Франциско) во время Гражданской войны в США. В состав эскадры входили 4 корвета и 2 клипера.
1865 — Занялся научной работой, работал над созданием броненосного флота России.
1867 — Победил в устроенном Морским министерством конкурсе на проект лучшего монитора, представив проект брустверного броненосца «Крейсер» (впоследствии «Пётр Великий»).
1868 — Член Совета торговли и мануфактур.
1870 — Член кораблестроительного отделения Морского технического комитета. Руководил строительством полуброненосных фрегатов «Генерал-адмирал» и «Герцог Эдинбургский». Впервые в отечественном флоте реализовал в них идеи сочетания сильной артиллерии с высокой скоростью (эти фрегаты рассматривались как орудия борьбы на океанских коммуникациях против наиболее вероятного противника того времени — Великобритании).
28 марта 1871 года назначен генерал-адъютантом. 9 сентября 1872 года произведен в вице-адмиралы. 1 января 1876 года назначен членом Адмиралтейств-совета с пожалованием ордена Белого Орла.
5 июня 1877 года назначен начальником штаба броненосной эскадры.
1877 — Возглавил проектирование и наблюдение за строительством первых русских миноносцев.
1877—1878 — Руководил переоборудованием торговых судов «Европа», «Азия» и «Африка» в крейсера.
С 11 февраля 1880 года по 29 июня 1881 года занимал должность председателя Кораблестроительного отделения Морского технического комитета.
1891 — Полный адмирал.
С 1868 года состоял членом Совета торговли и мануфактур, а также в течение многих лет принимал деятельное участие в делах Общества для содействия русской промышленности и торговли, председательствуя в первом (распорядительном) отделении общества. Инициатор использования в военных целях переоборудованных коммерческих пароходов.
Скончался 6 (18) марта 1898 года; похоронен в Санкт-Петербурге на Смоленском православном кладбище.

## Вклад в кораблестроение

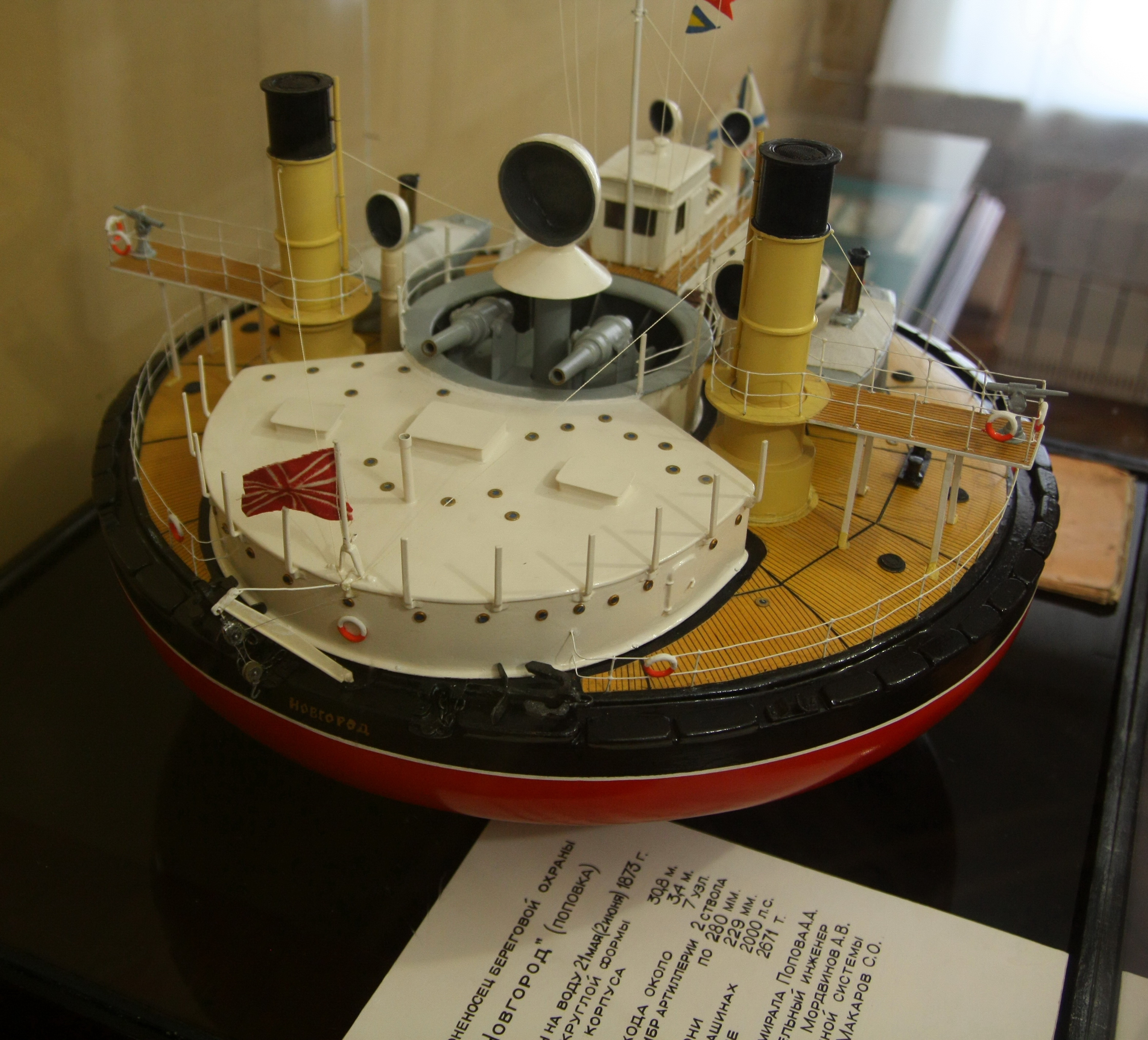
Круглые «поповки» принадлежат к числу самых необычных военных кораблей новейшего времени

Имя адмирала Попова в кораблестроении связано с эпохой коренных преобразований в русском флоте в период перехода от парусных кораблей к паровым и броненосным. Под его руководством были построены первый в стране броненосец «Пётр Великий», поповки «Новгород» и «Вице-адмирал Попов», императорская яхта «Ливадия», несколько винтовых клиперов смешанной системы и корветов с бортовой бронёй (броненосные фрегаты «Генерал-адмирал» и «Герцог Эдинбургский»). Руководил переделкой в броненосный крейсер несостоявшегося броненосца «Минин». В середине 1880-х гг. по его проекту были построены полуброненосные фрегаты «Дмитрий Донской» и «Владимир Мономах».
Обладая непреклонной волей, Попов в своих идеях доходил до увлечения, стоившего России довольно дорого, именно — к постройке поповок, которые в основе своей имели, несомненно, правильную мысль, но неудачные лишь из-за того, что эта мысль была осуществлена в самом крайнем пределе.
Так же неудачна оказалась и яхта «Ливадия», напоминавшая по замыслу поповку (дл. 235', шир. 153', углубл. 8', водоиз. 4400 тонн); по своей конструкции яхта представляла целый плавучий дворец, очень удобный по внутреннему размещению, но по мореходным качествам была не вполне удовлетворительна, так как широкая форма корпуса требовала большую силу машины (до 13000 JHP для 15 узл.; у судов обыкновенной конструкции понадобилось бы не более 8000—9000), кроме того плоское днище оказалось слишком слабо при обыкновенной системе набора.
Более удачными оказались другие суда, менее отступавшие от общепринятой конструкции: проектированный по его идее башенно-брустверный броненосец «Пётр Великий», бывший в своё время (1878) одним из наиболее совершенных и сильных военных судов в мире; клипера смешанной системы, осуществившие идею небольшого крейсера для дальнего плавания, корветы «Генерал-Адмирал» и «Герцог Эдинбургский», представлявшие собой бронированные рангоутные крейсера.

## Отношение к продаже русских колоний в Америке
Попов считался одним из наиболее активных сторонников целесообразности продажи русских владений в Америке Соединённым Штатам. Был убежден, что несмотря на то, что Российско-американская компания уже давно обосновалась в Русской Америке, её влияние «не раздвинулось далее полусгнившего забора», отделяющего её от местных жителей, и что русские колонии не способны защитить себя своими силами.

## Награды
- Орден Святой Анны 3-й степени
- Орден Святой Анны 2-й степени с мечами и императорской короной
- Орден Святого Владимира 4-й степени с бантом
- Орден Святого Владимира 3-й степени с мечами
- Орден Святого Станислава 1-й степени
- Орден Святого Александра Невского
- Золотая сабля с надписью «За храбрость»

иностранные:
- Персидский Орден Льва и Солнца 1-й степени
- Саксен-Альтенбургский династический Орден Саксен-Эрнестинского дома
- Люксембургский Орден Дубовой короны
- Сербский орден Таковского креста 1-й степени

## Семья
Жена (с 31.01.1865, Дрезден) — Варвара Карловна Фонтон (1841—1915), дочь действительного статского советника Карла Карловича Фонтона. По словам внучки, была редкостно скромной и доброй, из-за чего за годы своего вдовства растратила все свое состояние, достаточно большое. В конце жизни из-за артрита была прикована к постели. Похоронена рядом с мужем.
Дочери: Елизавета (1865—1935; замужем за генералом А. М. Кованько), Варвара (1878— ?, в замужестве Лаврова) и третья дочь замужем за А. Достоевским.

## Память

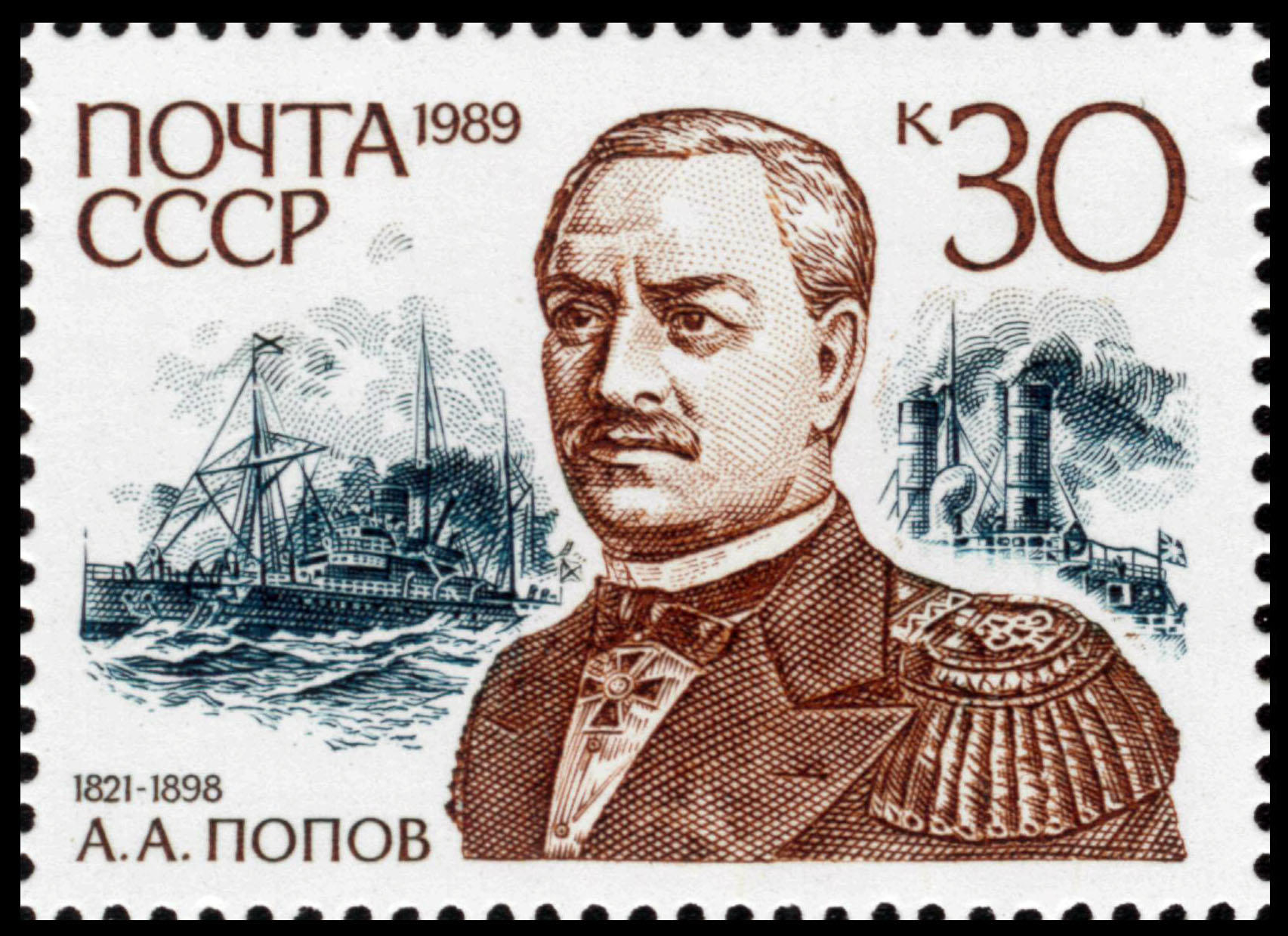
На советской почтовой марке 1989 года

- В честь адмирала Попова назван остров в Японском море (залив Петра Великого) и посёлок на нём[10].
- В честь А. А. Попова названа гора Попова на острове Попова[10].
- В честь А. А. Попова назван ледник Попова в архипелаге Александра (56°45′ с.ш., 132°16′ з.д., название присвоено экипажем корвета «Рында»)[10].
- В честь А. А. Попова назван мыс Попова (Берингово море, Анадырский залив, бухта Провидения, мыс обследован в 1876 году экипажем клипера «Всадник», тогда же было присвоено название мысу)[10].
- Залив Рында на западном побережье Японского моря назван в честь корвета Попова «Рында».
- В произведениях К. М. Станюковича фигурирует как «беспокойный адмирал»[11].
- А. Н. Крылов называл Попова «истинным учителем флота».
- В 1989 году была выпущена почтовая марка СССР, посвященная Попову А. А.